# .pg
.pg je internetová národní doména nejvyššího řádu pro stát Papua Nová Guinea.
Existují pouze následující domény 2. úrovně: .com.pg, .net.pg, .ac.pg, .gov.pg, .mil.pg, a .org.pg.